# Rumänischer Film

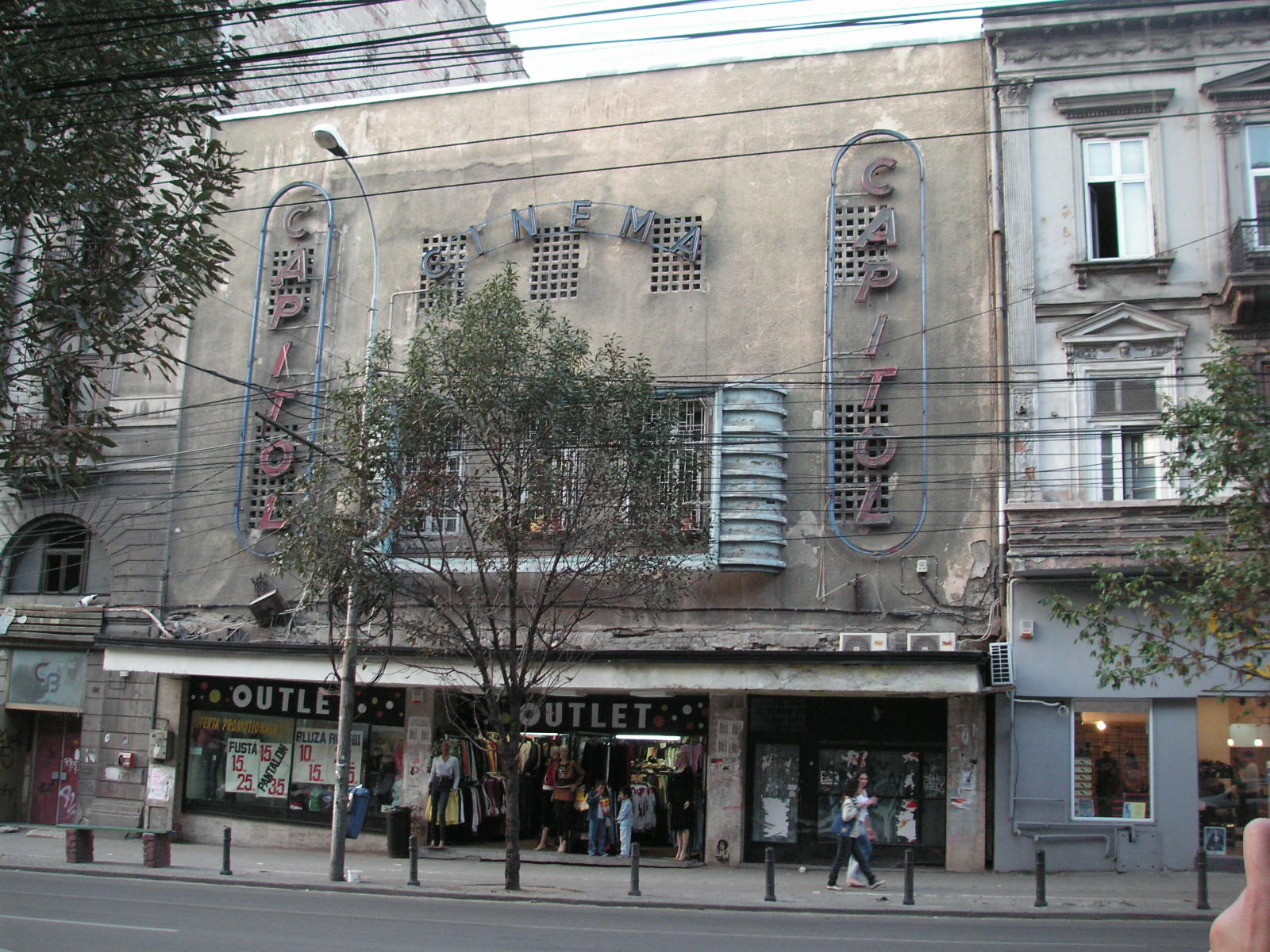
Das Kino CAPITOL in Bukarest – eines der ersten Filmtheater des Landes

Unter Rumänischem Film versteht man in Rumänien oder von rumänischen Filmemachern im Ausland produzierte Filme.
Waren sie vor 1989 häufig heroisch und voller Naivität, versuchten aber in den 1960er Jahren Anschluss an die internationale Entwicklung zu gewinnen, so beeindrucken sie heute durch ihren psychologischen Realismus und subtile Sozialkritik. Trotz schwerer Zeiten mit knappen Budgets, in denen nur vereinzelte Projekte auf staatliche Unterstützung hoffen konnten, hat das rumänische Kino internationale Aufmerksamkeit errungen, so vor allem mit Der Tod des Herrn Lazarescu (Moartea domnului Lăzărescu) von Cristi Puiu, 2005 Gewinner des Prix Un Certain Regard der Filmfestspiele in Cannes und 4 Monate, 3 Wochen und 2 Tage (4 luni, 3 săptămâni și 2 zile) von Cristian Mungiu, welcher 2007 in Cannes mit der Goldenen Palme und dem Europäischen Filmpreis ausgezeichnet wurde. Cătălin Mitulescus Kurzfilm Trafic erhielt in Cannes 2004 die Goldene Palme von Kurzfilme, sein Film Loverboy wurde 2011 in Cannes 2011 in der Sektion Un Certain Regard gezeigt.

## Geschichte

### Die Anfänge

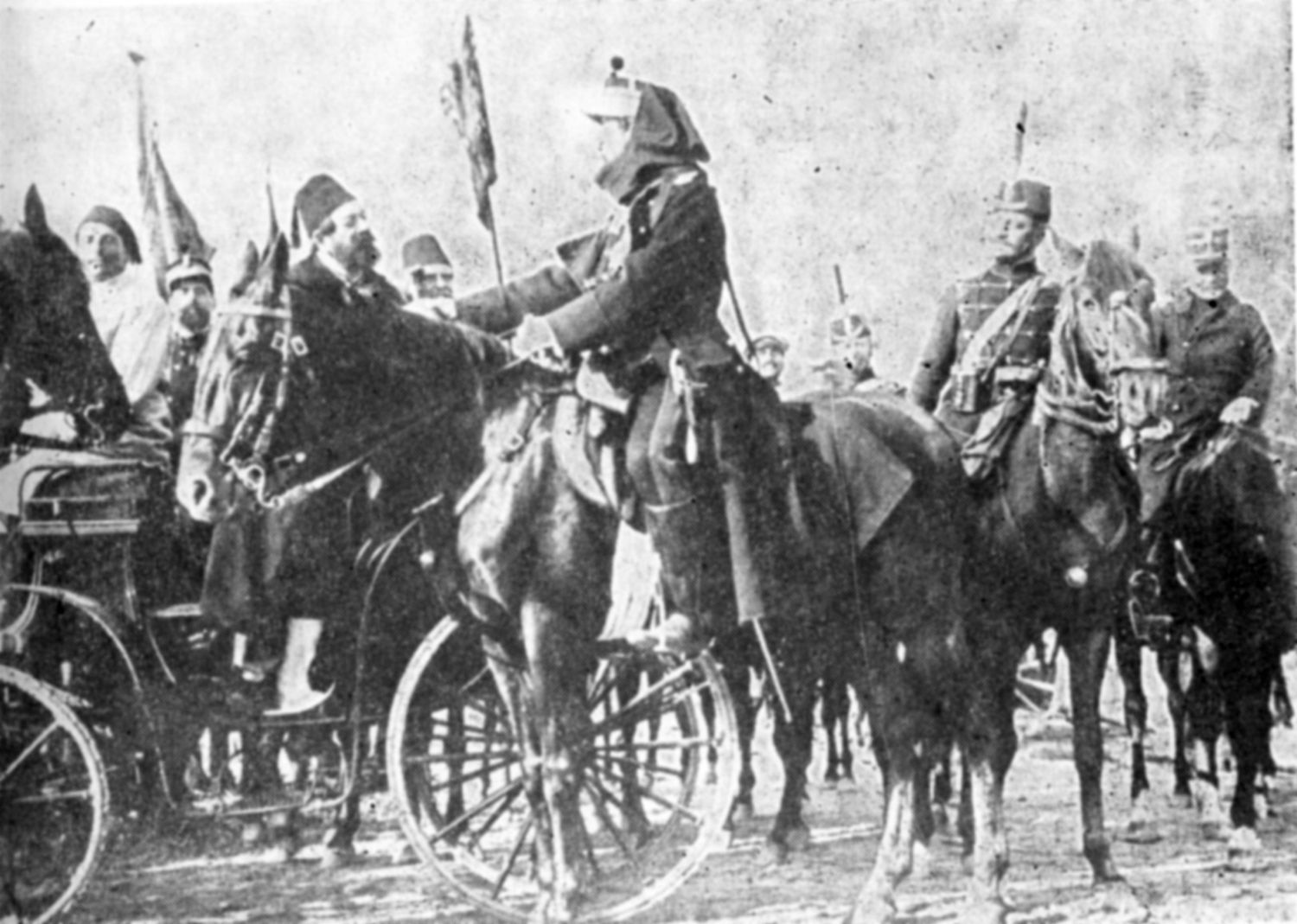
„Der Unabhängigkeitskrieg“ / Independența României (1912)

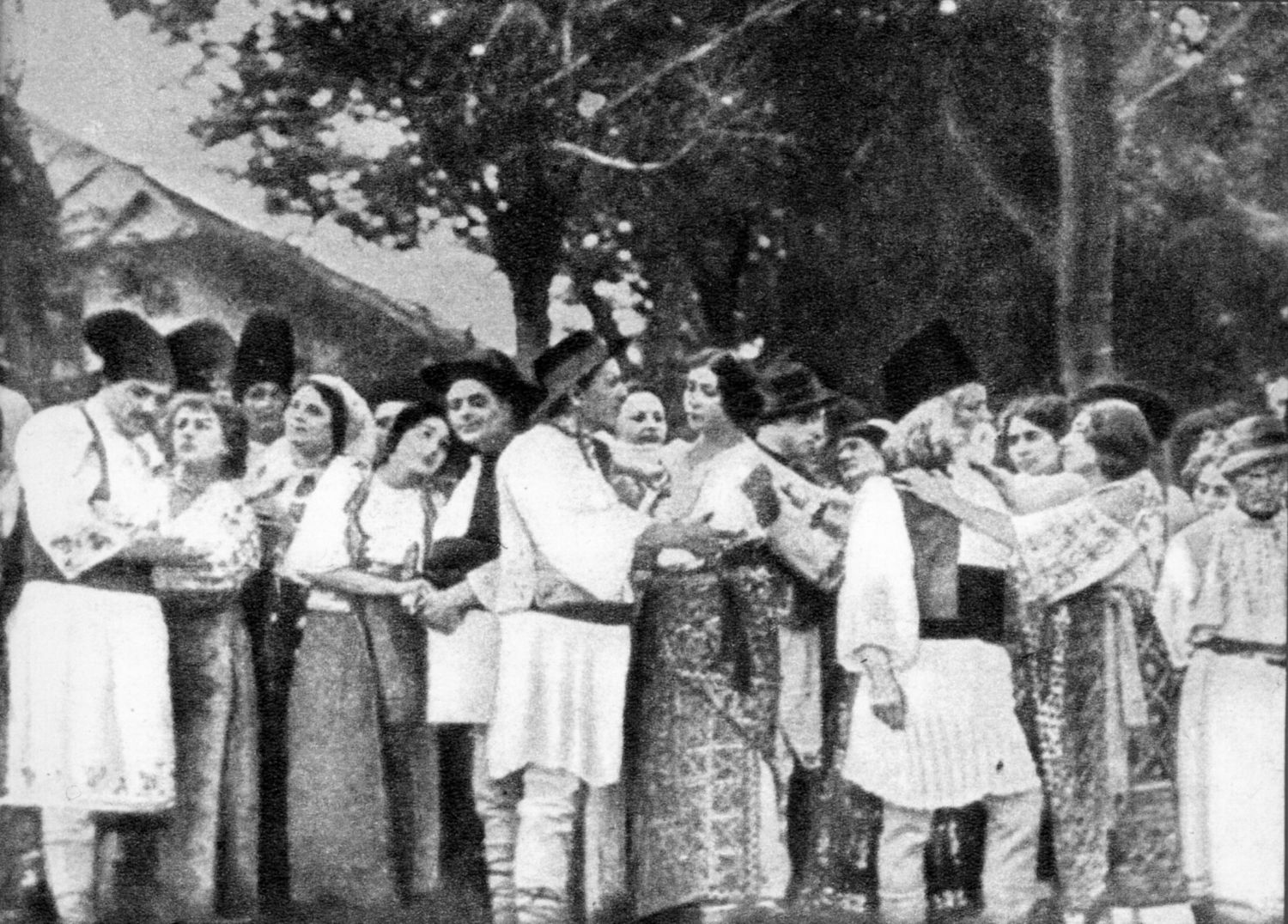
Folkloristische Szenen waren beim Publikum beliebt – aus Independența României (1912)

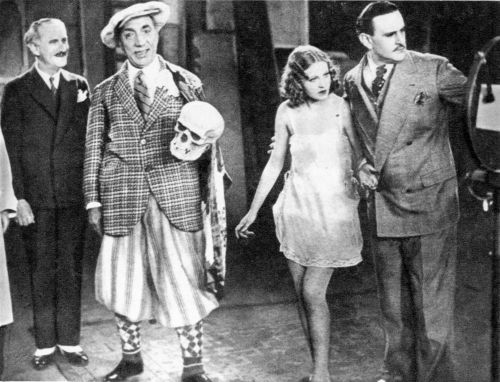
Szene aus dem Film „Tanases Traum“ / Visiul lui Tanase

Die Geschichte des rumänischen Films begann am 27. Mai 1896 mit einer Aufführung der Brüder Lumière in Bukarest. Mit großer Begeisterung wurde das neue Medium in allen Schichten der rumänischen Bevölkerung aufgenommen und schon 1897 wurden die ersten eigenen Filme produziert und aufgeführt – es waren ein Dokumentarfilm von einem Hochwasser in der Provinzstadt Galați und von einer Flottenparade vor dem Hafen von Constanța.
Die traditionell engen Beziehungen zu Frankreich in der Belle Epoque kamen auch durch die zahlreichen in das Land eingeführten Dokumentarfilme zum Ausdruck, jede größere Stadt besaß schon in den 1920er Jahren mindestens ein Filmtheater und die auf Jahrmärkten und zu Volksfesten aufgebauten Schaubuden und Zeltkinos erreichten auch den letzten Winkel des Landes. Der Filmvertrieb der meist französischen Filme erfolgte im Verleihsystem.
Schon 1911 wurde der erste rumänische Film Fatale Liebe des Regisseurs Grigore Brezeanu (1892–1919) uraufgeführt. Diesem Kurzfilm folgte 1912 ein wiederum von Brezeanu gedrehter, an die patriotischen Gefühle appellierender Film Der Unabhängigkeitskrieg mit heroischen Episoden aus dem Russisch-Osmanischen Krieg (1877–1878). Dieser ähnelt dem jedoch erst 1915 produzierten ersten amerikanischen Monumentalfilm The Birth of a Nation. Bis zum Ende des Ersten Weltkrieges wurden bereits acht Spielfilme vollendet. Für den Aufbau einer unabhängigen rumänischen Filmindustrie fehlten jedoch die Mittel und seitens der staatlichen Behörden wurde den frühen rumänischen Regisseuren Lupu Pick (1886–1931) und Jean Negulescu (1900–1993) nur Skepsis entgegengebracht, daher emigrierten diese Talente nach Frankreich oder Deutschland. Viele der frühen Filme sind nicht mehr erhalten, lediglich Presseartikel und Fotos erinnern noch an sie. Seit 1965 bemüht sich das Arhiva Națională de Filme (A.N.F.) (Nationales Filmarchiv) die historischen Anfänge des rumänischen Kinos zu erforschen. Zugleich publizierten Cineasten und Filmkritiker wie Ion I. Cantacuzino (1908–1975) und Tudor Caranfil (geb. 1931) und die Regisseure Jean Mihail (1896–1963) und Jean Georgescu (1904–1993) ihre Erinnerungen sowie Ergebnisse privater Sammler- und Forschungstätigkeit.

### 1920–1945
In den 1920er Jahren entstanden die ersten, nach amerikanischem und westeuropäischem Vorbild aufgebauten Filmproduktionsfirmen, deren kommerzielle Interessen sich rasch auf das beliebte Genre der Filmkomödie konzentrierte. Als bedeutendster Regisseur trat Jean Georgescu (1904–1993) mit den Filmen Millionär für einen Tag (1925) und Eine stürmische Nacht (1942) hervor.
Weitere kommerziell erfolgreiche Filme dieser Epoche waren Manasse (1925), Not (1929), Major Mura (1928), Die Heiducken (1929) Ruf der Liebe (1932) und Eine unvergeßliche Nacht (1939). Insgesamt entstanden bis 1939 etwa 50 rumänische Spielfilme. Als erster, auf einem internationalen Filmfestival prämierter rumänischer Film gilt die Dokumentation von Puiu Călinescu (1920–1997) Menschen der Westkarpaten – er wurde auf der Biennale von Venedig 1938 ausgezeichnet.

### 1945–1989
Nach dem Zweiten Weltkrieg wurden die rumänischen Filmunternehmen verstaatlicht und propagandistisch instrumentalisiert. Das in dem Ort Buftea nahe Bukarest erbaute Filmstudio war sehr erfolgreich und wurde in den 1960er Jahren zu den modernsten Studios in Europa gerechnet. Dort entstanden so bekannte Historien- und Monumentalfilme wie die von Sergiu Nicolaescu (1930–2013) gedrehten Filme Das Gold der Daker (1966) und die Fortsetzung Der letzte große Sieg der Daker (1967).
In dieser Goldenen Zeit des rumänischen Films war auch Liviu Ciulei (1923–2011) ein gefragter Regisseur. Zwischen 1957 und 1964 inszenierte er drei kommerziell sehr erfolgreiche Filme: das Drama Eruption (1957) behandelt eine Naturkatastrophe im rumänischen Erdölgebiet, Die Donau brennt (1959) schildert den Kampf eines im Zweiten Weltkrieg auf die Seite der Alliierten übergewechselten Rumänen gegen die Deutschen, doch besonders sein Gewissensdrama Der Wald der Gehenkten (1964) aus der Zeit des Ersten Weltkrieges wurde weltweit beachtet und mit dem Regiepreis der Filmfestspiele von Cannes ausgezeichnet. Schon 1964 wurde als internationaler Wettbewerb das Filmfest von Mamaia begründet.
Nach 1968 entstanden einige realistische Milieustudien, doch verschwand das Jugenddrama Die Rekonstruktion von Lucian Pintilie wegen der kritischen Darstellung der Staatsmacht bereits nach wenigen Wochen aus den Kinos; nach der Revolution wurde es zu einem Kultfilm. Außer Pintilie gingen in den 1970er Jahren auch andere Regisseure wie Radu Gabrea ins Exil.
Aus dem rumänischen Monumentalfilm-Programm waren auch die Filme Tudor – Rebell gegen Paschas und Bojaren (1963), Michael der Tapfere (1971) und Die Unsterblichen (1974). Eine Reihe von Filmen wie der mit apokalyptischen Szenen und z. T. surrealem Dekor und Pop-artigen Kostümen ausgeschmückte Märchenfilm Der weiße Mohr (1965, nach Ion Creanga) wurde dem Filmgeschmack des mittel- und westeuropäischen Publikum angepasst.
In den späten 1960er Jahren wechselte der Publikumsgeschmack hin zu Actionfilmen – im Stile von James Bond, Westernfilmen und Kriminalfilmen (Die Axt, 1969). Als erfolgreich kann die Zusammenarbeit mit der DEFA bewertet werden, eine ganze Staffel von anspruchsvollen „Indianerfilmen“ war die Reaktion auf die Karl-May-Filme. Hierbei waren die landschaftlich reizvollen Drehorte oft in den rumänischen Karpaten zu finden.

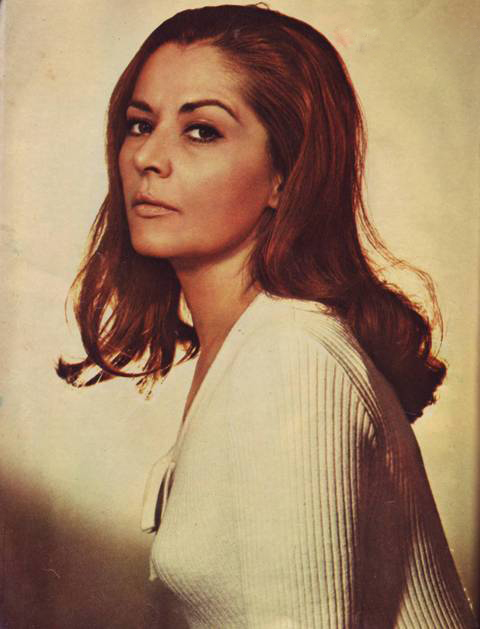
International kaum bekannte Schauspieler – hier Margareta Pogonat (1933–2014) – dominierten den Film der 1970er Jahre.

Die Produktion von rumänischen Fernsehserien konzentrierte sich auf Kriminalfilme, die hierbei erfolgreichste Reihe bildet Der Kommissar. Seit den 1970er Jahren wurde aus innenpolitischen Erwägungen auch das nationalistisch ausgeprägte Genre der (Anti-)Kriegsfilme bedient: Dabei bevorzugte man als Thema den Kampf gegen die deutschen Besatzungstruppen im Zweiten Weltkrieg: Die letzte Patrone (1973), Einer allein (1974) und Ein Kommissar klagt an (1974). Diese stark nationalistisch geprägten Filme waren selbst in den sozialistischen Nachbarländern kommerziell erfolglos. Zudem verschärften die Filme die Spannungen mit den ungarischen, kroatischen und deutschen Minderheiten im Land.

## Gegenwart
Mit der Rumänischen Revolution 1989 änderten sich die Themen und Produktionsbedingungen radikal. Zunächst orientierte man sich an westlichen Genres und pflegte einen hart-realistischen Stil, so in Cristi Puius Roadmovie Ware und Geld (2001) über drei jugendliche Mafia-Kuriere. Lucian Pintilie kehrte aus dem Exil zurück und setzte sein Werk fort.
Für den modernen rumänischen Film ist ein kühler realistischer bis naturalistischer Stil mit langen Einstellungen kennzeichnend (sog. rumänische Nouvelle Vague, „Neue Welle“). Psychologische Präzision ist verbunden mit Kritik am Machismo und an der Korruption (wie in Puius Der Tod des Herrn Lazarescu von 2005, der die Irrfahrt eines schwer kranken Mannes von Krankenhaus zu Krankenhaus zeigt), am blinden Glauben der Altkommunisten wie der orthodoxen Priester. Der Blick für absurde Situationen geht einher mit einem ausgeprägten schwarzem Humor und dem Bewusstsein für komplexe ethische Probleme.
Weitere bekannt gewordene Regisseure der rumänischen Neuen Welle sind Radu Muntean, Cristian Nemescu, Corneliu Porumboiu (Der Schatz) und Călin Peter Netzer, dessen Film Mutter & Sohn 2013 den Goldenen Bären erhielt.

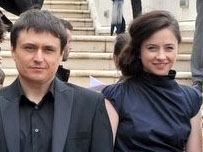
Cristian Mungiu und Cosmina Stratan in Cannes (2012)

Die Schauspielerin Cosmina Stratan, bekannt durch die Hauptrolle in Cristian Mungius Film După dealuri (Jenseits der Hügel, 2012), wurde während der Berlinale 2014 in der Sektion Shooting Stars für ihre erste Rolle in einem Spielfilm überhaupt geehrt. Der Film beruht auf einer tatsächlichen Begebenheit, dem Tod einer Frau bei einem Exorzismus in Vaslui 2005 (der sog. Fall Tanacu). Gemeinsam mit der zweiten Darstellerin Cristina Flutur wurde Stratan mit dem Darstellerpreis in Cannes 2012 ausgezeichnet.
Aktuell kämpft der rumänische Film immer noch mit Problemen rund um Finanzierung und Vertrieb: in vielen Gegenden gibt es nur noch wenige oder keine Kinos. Im ganzen Land waren es bis 1989 etwa 600, heute noch etwa 70. Illegale DVD-Kopien sind weit verbreitet. Alexandru Belc hat in Cinema Mon Amour das langsame Kinosterben dokumentiert.
Kostendeckend zu produzieren ist für rumänische Filmemacher derzeit nur möglich, wenn sie finanzielle Unterstützung aus dem Ausland organisieren können. Erfolgreich ist die Zusammenarbeit mit internationalen Dokumentarfilm-Produzenten. Eine Vielzahl von Spielszenen für die sehr erfolgreiche Reihe Terra X und ähnlicher Produktionen entstand in rumänischen Filmstudios. Zunehmend entstehen auch Spielfilme in Kooperation mit deutschen, französischen und anderen Produzenten.

## Wichtige Regisseure
- Puiu Călinescu (1920–1997)
- Mircea Drăgan (* 1932)
- Radu Gabrea (1937–2017)
- Jean Georgescu (1904–1993)
- Jean Mihail (1896–1963)
- Cătălin Mitulescu (* 1972)
- Cristian Mungiu (* 1968)
- Mircea Mureșan (* 1928)

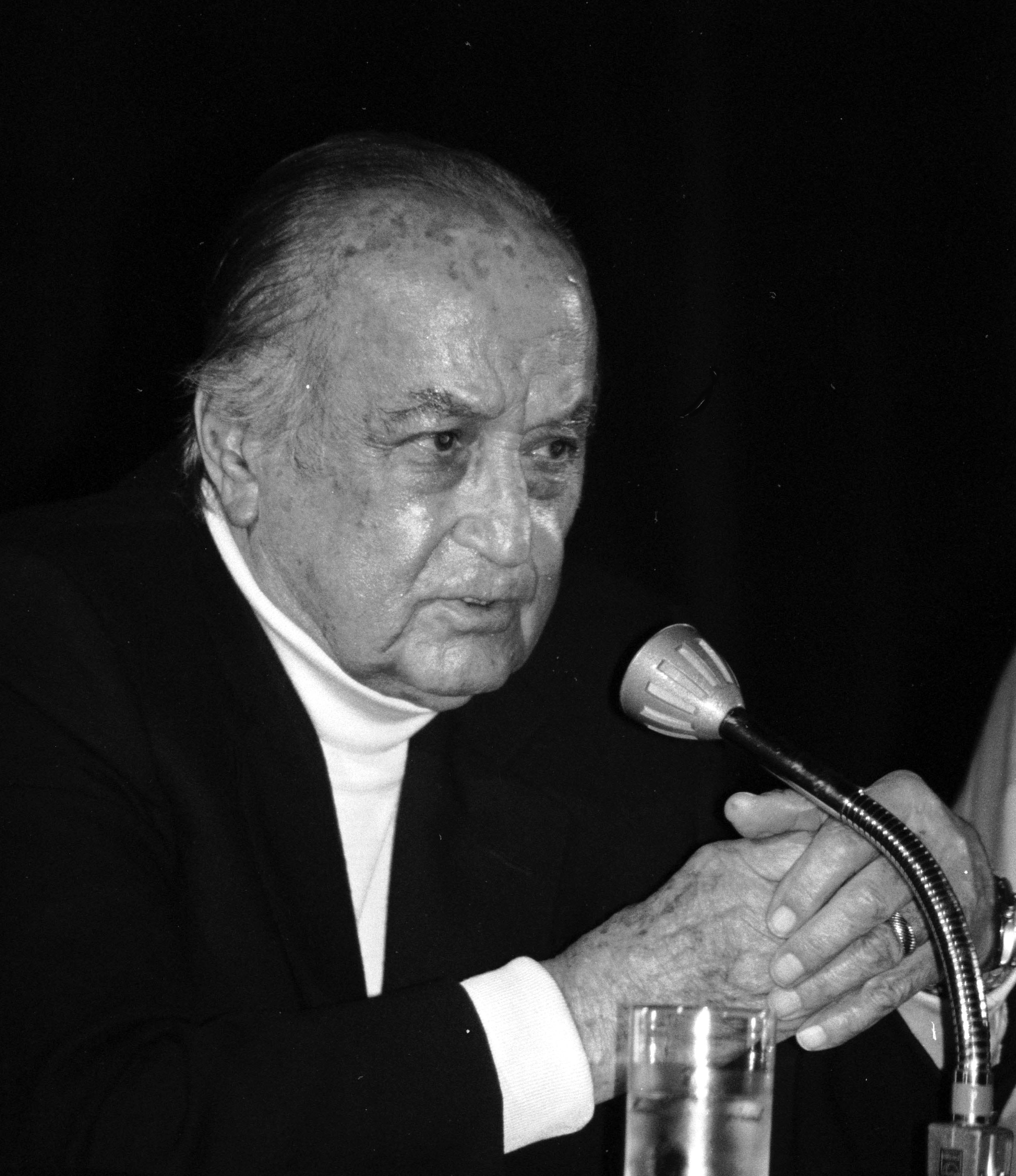
Jean Negulesco (1900–1993)

- Oleg Mutu (geb. 1972) (auch Kameramann und Produzent aus der Republik Moldau)
- Cristian Nemescu (1979–2006)
- Călin Peter Netzer (* 1975)
- Sergiu Nicolaescu (1930–2013)
- Jean Nicolescu (1900–1993)
- Lupu Pick (1886–1931)
- Lucian Pintilie (1933–2018)
- Ion Popescu-Gopo (1923–1989)
- Corneliu Porumboiu (* 1975)
- Cristi Puiu (* 1967)
- Gheorghe Vitanidis (1929–1994)

## Wichtige Filme (Auswahl)
- 1964: Der Wald der Gehenkten[2] (Pădurea spânzuraților)
- 1965: Der Aufstand (Răscoala)
- 1968: Die Rekonstruktion (Reconstituirea)
- 1969: Die Axt (Baltagul)
- 1970: Kampf der Könige (Mihai Viteazul)
- 1974: Türkenschlacht im Nebel / Stefan der Große[3] (Ștefan cel Mare)
- 1992: Baum der Hoffnung (Balanța)
- 1998: Terminus paradis
- 2001: Ware und Geld (Marfa și banii)
- 2002: Filantropica
- 2005: Der Tod des Herrn Lazarescu (Moartea domnului Lăzărescu)
- 2006: Wie ich das Ende der Welt erlebte (Cum mi-am petrecut sfârșitul lumii)
- 2007: 4 Monate, 3 Wochen und 2 Tage (4 luni, 3 săptămâni și 2 zile)
- 2012: Jenseits der Hügel